# Faden-Segge
Die Faden-Segge (Carex lasiocarpa) ist eine Pflanzenart aus der Gattung Seggen (Carex) innerhalb der Familie Sauergrasgewächse (Cyperaceae). Sie ist auf der Nordhalbkugel in gemäßigten bis borealen und subarktischen Gebieten Eurasiens und Nordamerikas weitverbreitet.

## Beschreibung

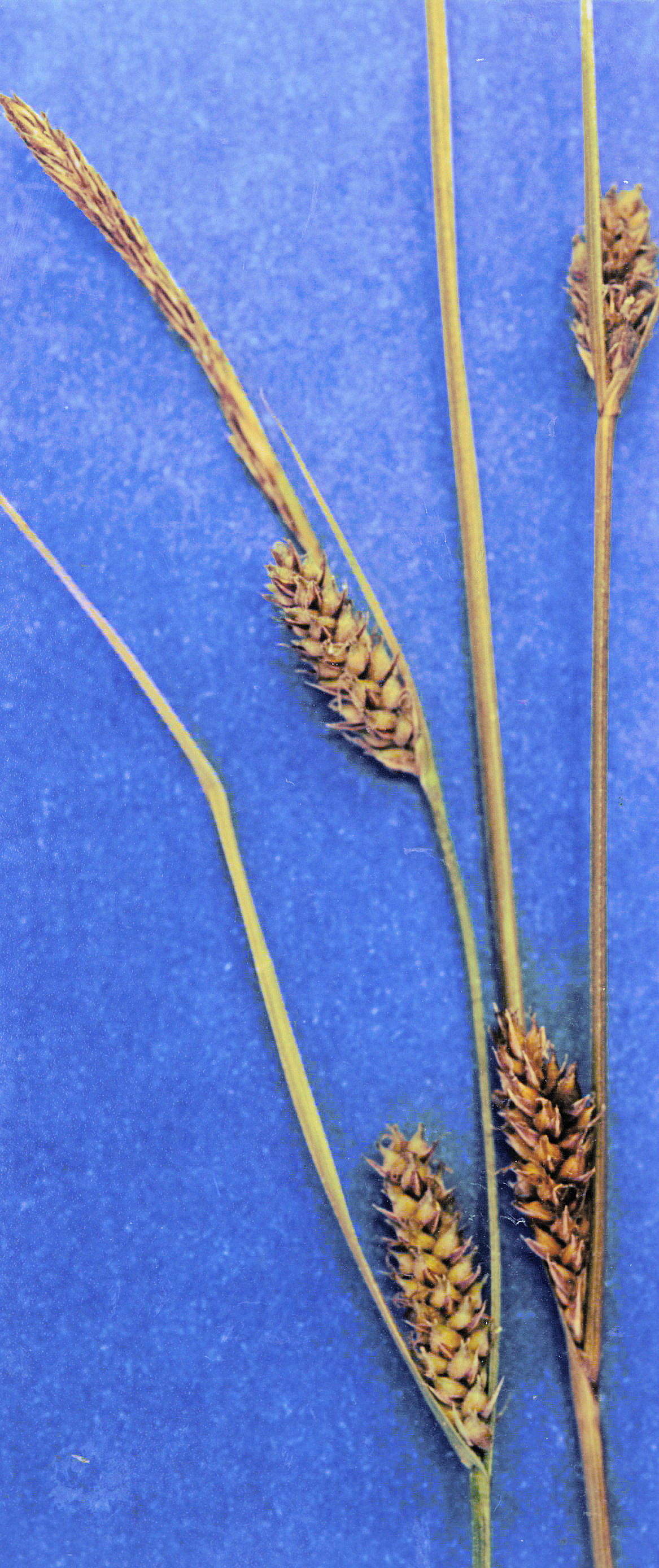
Blütenstände mit männlichen und weiblichen Ährchen

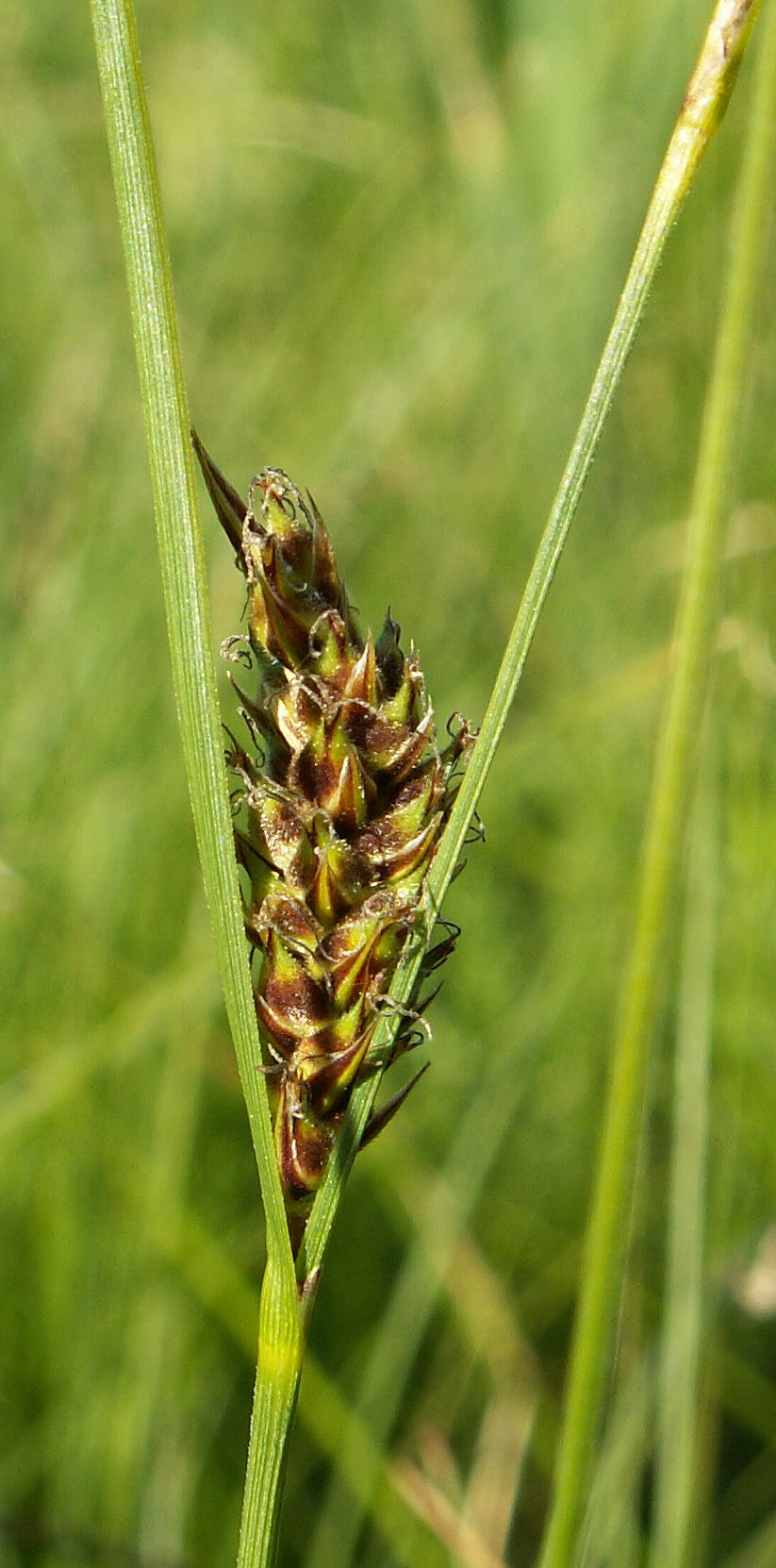
Weibliches Ährchen

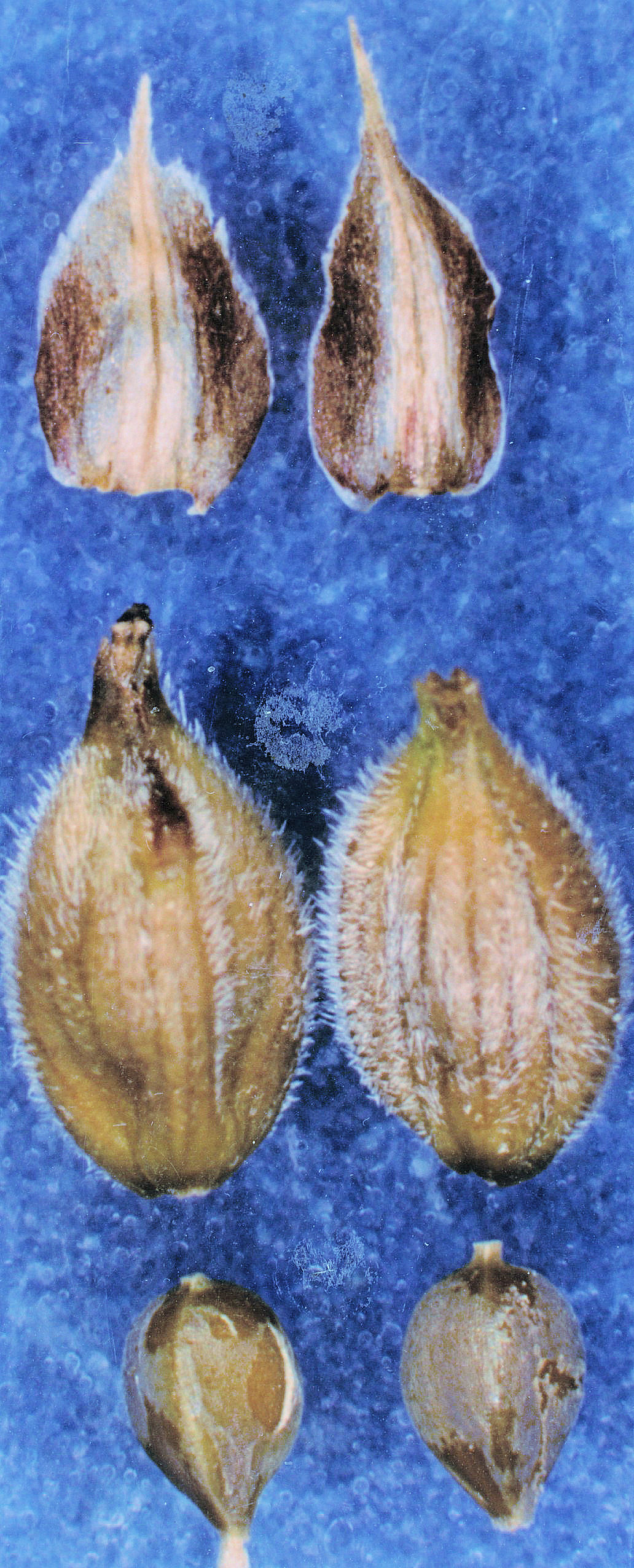
Spelzen, Schläuche und Früchte

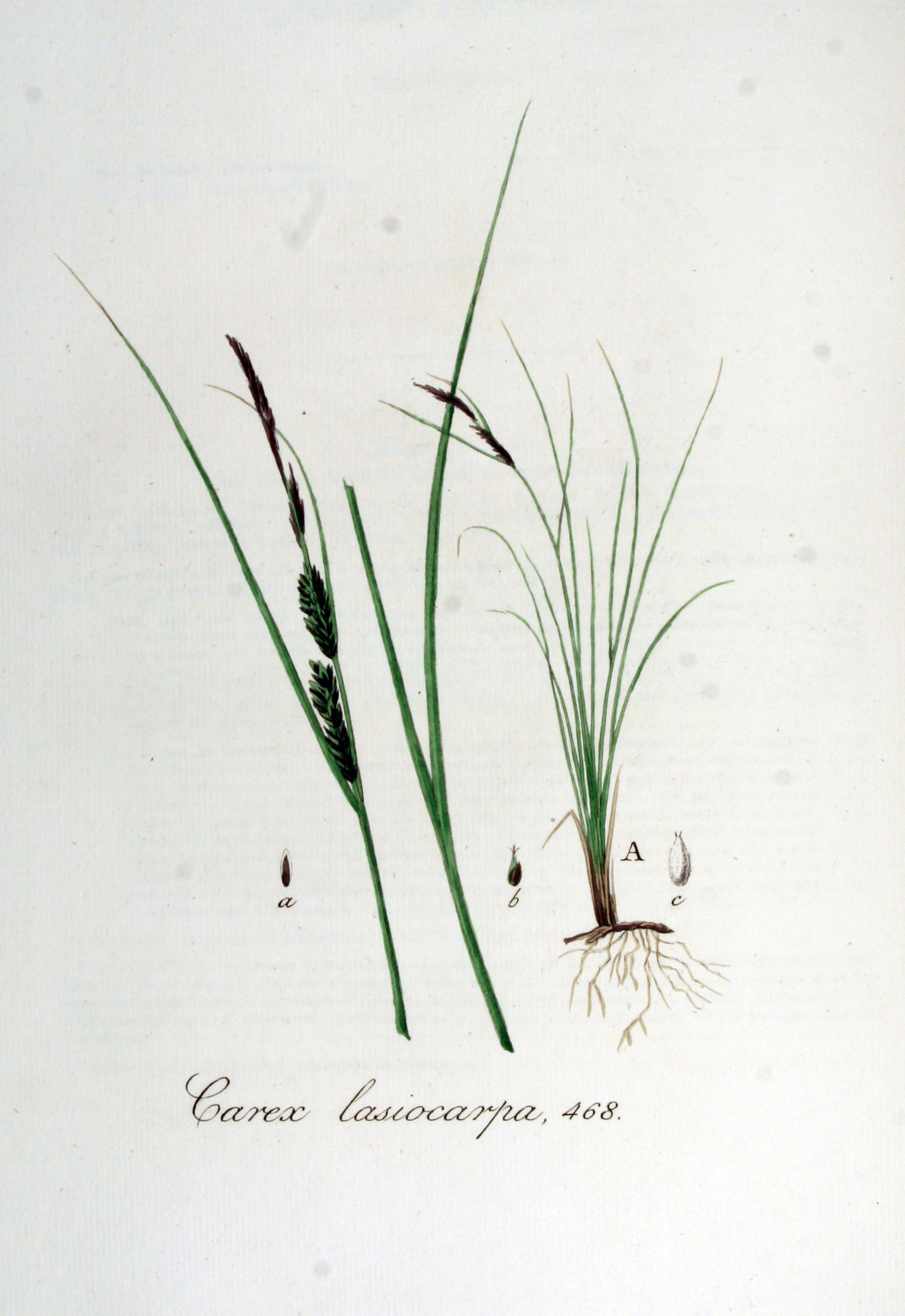
Illustration aus der Flora Batava, Volume 6

### Vegetative Merkmale
Die Faden-Segge ist eine ausdauernde krautige Pflanze und erreicht Wuchshöhen von 30 bis 100 (selten 120) Zentimetern. Sie bildet ein weit kriechendes Rhizom und wächst daher lockerrasig. Der aufrechte Stängel ist dünn, 1 (bis 2) Millimeter dick, eher rundlich, glatt, höchstens oben leicht rau und im oberen Teil ohne Blätter. Die graugrünen, unbehaarten Laubblätter sind steif, bis 100 Zentimeter lang und dabei mit einer Breite von 1 bis 1,5 Millimetern relativ schmal und rinnig eingerollt. Die grundständigen Blattscheiden sind hell- bis dunkelbraun, dabei häufig rötlich überlaufen und etwas netzfaserig.

### Generative Merkmale
Die Blütezeit liegt im Mai und Juni. Die Faden-Segge ist eine Verschiedenährige Segge. Der Blütenstand ist bis 15 Zentimeter lang und besteht aus 1 bis 3 männlichen Ährchen und 1 bis 2 (bis 3) darunter stehenden weiblichen Ährchen. Das unterste Hüllblatt ist krautig, überragt den Blütenstand und hat eine kurze Scheide. Die weiblichen Ährchen sind 1 bis 3 Zentimeter lang und vielblütig. Das unterste Ährchen ist bis zu 2 Zentimeter lang gestielt. Die Spelzen der weiblichen Blüten sind lanzettlich, spitz bis stachelspitzig, 3,5 bis 5 Millimeter lang, dunkelbraun mit hellerem Mittelstreifen und weißhäutigen Rändern. Das oberste männliche Ährchen ist schmal zylindrisch, 4 bis 8 Zentimeter lang und 2 Millimeter breit. Die andern männlichen Ährchen sind kleiner. Die Spelzen der männlichen Blüten sind schmal lanzettlich, 5 bis 7 Millimeter lang und etwa 1 Millimeter breit. Die Schläuche sind schräg abstehend, länglich eiförmig, im Querschnitt rundlich bis undeutlich dreieckig, 4 bis 5 Millimeter lang, fast 2 Millimeter breit, etwas aufgeblasen, nach oben allmählich in den kurzen zweizähnigen Schnabel verschmälert, dicht kurzhaarig und graugrün bis graubraun. Der Griffel trägt drei Narben. Die Frucht ist verkehrt eiförmig, dreikantig, etwa 2 Millimeter lang, weniger als 1 Millimeter breit und gelbbraun.
Die Chromosomenzahl beträgt 2n = 56.

## Vorkommen
Die Faden-Segge ist zirkumpolar verbreitet und ist ein gemäßigtes bis boreales Florenelement. Sie kommt auf der Nordhalbkugel in gemäßigten bis borealen Gebieten Eurasiens und Nordamerikas vor. Es gibt Fundorte in Frankreich, Spanien, Deutschland, Österreich, in der Schweiz, in Italien, Dänemark, Norwegen, Schweden, Finnland, Irland, im Vereinigten Königreich, Belgien, Tschechien, Ungarn, in den Niederlanden, in Polen, in der Slowakei, Belarus, Estland, Litauen, Lettland, Moldawien, im europäischen Teil Russlands, in der Ukraine, in Bulgarien, Kroatien, Montenegro, Rumänien, Serbien, Slowenien, Armenien, Georgien, Ciscaucasien, Sibirien, in Russlands Fernen Osten, Kasachstan, in der nördlichen Mongolei, in den chinesischen Provinzen Heilongjiang sowie Nei Monggol, auf den japanischen Inseln Hokkaidō sowie Honshu, in Korea, in den kanadischen Provinzen Yukon Territory, Newfoundland, Nova Scotia, Ontario, Prince Edward Island, Québec, St. Pierre und Miquelon, British Columbia, Manitoba, Saskatchewan und in den US-Bundesstaaten Connecticut, Indiana, Maine, Massachusetts, Michigan, New Hampshire, New Jersey, New York, Ohio, Pennsylvania, Rhode Island, Vermont, Illinois, Iowa, Minnesota, Wisconsin, Idaho, Montana, Washington, Virginia sowie Kalifornien und im mexikanischen Bundesstaat Baja California.
Sie ist in Deutschland in den Alpen und ihrem Vorland verbreitet, ansonsten zerstreut. Sie wächst in Deutschland in kalkarmen Flach- und Zwischenmooren, am Rand von Hochmoorseen, in Gräben und Schlenken. Sie geht auch an den Rand von Hochmooren und in basenarme Streuwiesen. Die Faden-Segge wächst in Mitteleuropa auf torfigem Untergrund, sie geht aber auch auf lockeren, basen- und stickstoffarmen Schlamm; sie ist kalkscheu.
Die ökologischen Zeigerwerte nach Landolt et al. 2010 sind in der Schweiz: Feuchtezahl F = 4+w+ (nass aber stark wechselnd), Lichtzahl L = 4 (hell), Reaktionszahl R = 2 (sauer), Temperaturzahl T = 3 (montan), Nährstoffzahl N = 2 (nährstoffarm), Kontinentalitätszahl K = 3 (subozeanisch bis subkontinental).
Sie kommt in Deutschland von der collinen bis in die montane Höhenstufe in Höhenlagen bis zu 1500 Metern vor. In den Allgäuer Alpen steigt sie in Vorarlberg südwestlich der Breiten-Alpe am Schrannenbach nördlich Schoppernau bis in eine Höhenlage von 1540 Meter auf. In Graubünden im Dischmatal erreicht sie 1980 Meter Meereshöhe.
Sie gedeiht in der Schweiz  von der collinen bis in die montane, manchmal subalpinen Höhenstufe im Mittelland, im Jura, in der Alpennordflanke (nur äussere Ketten), in Graubünden uns im südlichen Tessin vor. Sie kommt in Norditalien vor.
In Deutschland gilt die Art als „gefährdet“, in der Schweiz als „verletzlich“.

## Taxonomie und Systematik
Die Erstveröffentlichung von Carex lasiocarpa erfolgte 1784 durch Jakob Friedrich Ehrhart in Hannoverisches Magazin worin kleine Abhandlungen, ... gesamlet und aufbewahret sind, Band 22(9), S. 132–133. Ein Synonym von Carex lasiocarpa Ehrh. ist Carex filiformis Gooden.
Von Carex lasiocarpa Ehrh. gibt es drei Varietäten:
- Carex lasiocarpa var. americana Fernald (Syn.: Carex lasiocarpa subsp. americana (Fernald) Á.Löve & J.-P.Bernard, Carex filiformis var. lanuginosa (Michx.) Britton, Carex lanuginosa Michx., Carex lanuginosa var. americana (Fernald) B.Boivin, Carex lanuginosa var. kansana Britton, Carex lasiocarpa var. lanuginosa (Michx.) Kük., Carex lasiocarpa subsp. lanuginosa (Michx.) R.T.Clausen & Wahl, Carex lanuginosa var. oriens Raymond): Sie ist vom subarktischen Nordamerika von Alaska und Kanada (British Columbia, Labrador, Manitoba, Newfoundland, Northwest Territories, Nova Scotia, Ontario, Prince Edward Inseln, Québec, Saskatchewan) über weite Gebiete der nördlichen, westlichen sowie zentralen Vereinigten Staaten (Bundesstaaten Washington, Kalifornien, Connecticut, Georgia, Idaho, Illinois, Indiana, Iowa, Massachusetts, Michigan, Minnesota, Montana, New Hampshire, New Jersey, New York, Ohio, Pennsylvania, Rhode Island, Vermont, Virginia, Wisconsin) bis zum mexikanischen Bundesstaat Baja California weitverbreitet.[1][5]
- Carex lasiocarpa Ehrh. var. lasiocarpa (Syn.: Carex splendida Willd., Carex filiformis var. latifolia Boeckeler, Carex filiformis var. australis L.H.Bailey): Sie ist in den gemäßigten Gebieten Eurasiens verbreitet.[1]
- Carex lasiocarpa var. occultans (Franch.) Kük. (Syn.: Carex filiformis var. occultans Franch., Carex occultans (Franch.) V.I.Krecz., Carex lasiocarpa var. fuscata Ohwi, Carex lasiocarpa subsp. occultans (Franch.) Hultén, Carex koidzumii Honda, Carex koidzumii var. fuscata (Ohwi) Ohwi): Sie kommt von Korea über Sachalin bis Japan vor.[1]

## Taxonomische Erklärung
Von Carex lasiocarpa wird durch Anhängen des Suffix -ion an den Stamm von Carex, gen. Caricis, also Caric- der Name des Pflanzenverbands „Caricion lasiocarpae“ abgeleitet. Carex lasiocarpa  ist eine Charakterart des Caricetum lasiocarpae.